# Glaserberg
Der Glaserberg ist ein Bergzug in Frankreich, im Haut-Rhin, Region Grand Est, nahe der Grenze zur Schweiz. Seine Gipfel (816 m) zählen zu den höchsten Erhebungen des elsässischen Juras. Der Glaserberg wird durch einen in west-östlicher Richtung verlaufenden Sattel (Antiklinale) des Faltenjuras gebildet. Er erstreckt sich in etwa zwischen Winkel im Westen und dem Blochmont-Pass beziehungsweise der Gemeinde Kiffis im Osten.
Die Kammlinie des Glaserbergs wird durch drei Gipfel geprägt. Es sind dies von West nach Ost der Sommet du Glaserberg (816 m), der Signal du Glaserberg (788 m) und ein namenloser Gipfel ganz am Ostrand der Scheitellinie (790 m). Zwischen Sommet und Signal liegt der Col du Neuneich (730 m), über den der Passweg zwischen Ligsdorf (Lüxdorf) und St-Pierre (St. Peter) führt.
Im Norden des Glaserbergs liegen die Täler und Quellen von Ill und Larg, im Süden das Synklinale-Tal der Lützel. Der Glaserberg erhebt sich bis etwa 300 Meter über sein Umland (Moulin Jean bei Kiffis: 491 m).
Im Westen setzt sich die Antiklinale Richtung Mont Perrou (765 m) fort, im Osten in Blauenberg (678 m), Naegeliberg (707 m) und Raemelsberg (813 m).
Die Gemarkungen folgender Gemeinden erstrecken sich auf den Glaserberg: im Norden Winkel, Ligsdorf, Sondersdorf, Raedersdorf und Lutter, im Süden Lucelle und Kiffis. Auf den Hängen des Glaserbergs liegen einige Höfe: Im Norden Birgmatte (in der Nähe auch ein Naturfreundehaus), im Süden Le Petit Kohlberg (Kleinkohlberg), Le Grand Kohlberg (Großkohlberg), Hornihof (Hornishof) und Steinerhof sowie auf dem Ostabhang Blochmont.